# Zawadowski Alfréd
Zawadowski Alfréd (Budapest, 1936. április 15. – 2017. augusztus 5.) Széchenyi-díjas magyar fizikus, egyetemi tanár, a Magyar Tudományos Akadémia rendes tagja. Kutatási területe az elméleti szilárdtestfizika, ezen belül az alagútdiódák, az amorf fémek és mágneses szennyezések különböző fémekben. 1992–2000 között a Budapesti Műszaki Egyetem Fizikai Intézete igazgatója.

## Életpályája
1954-ben érettségizett, majd beiratkozott az Eötvös Loránd Tudományegyetem Természettudományi Kar fizika szakára, ahol 1959-ben szerzett fizikusdiplomát. Ennek megszerzése után az MTA Műszaki Fizikai Kutatóintézet tudományos munkatársa lett, ezt követően 1962-ben az MTA Központi Fizikai Kutatóintézetbe került. Itt kezdetben tudományos munkatársként, majd tudományos tanácsadóként dolgozott. 1964 és 1972 között az elméleti osztály vezetője, 1975–1979 között az MTA Szilárdtestfizikai és Optikai Kutatóintézet Tudományos Tanácsadó Testületnek elnöke volt. Ekkor a KFKI tudományos tanácsának helyettes elnöke lett. Erről a tisztségéről 1984-ben mondott le tiltakozásul az intézet politikája ellen. Ezt követően 1988-ig kutatóprofesszorként dolgozott az intézetben. 1989-ben az ELTE Fizikai Intézetén kapott kutatóprofesszori megbízást. 1992-ben a Budapesti Műszaki Egyetem Fizikai Intézete igazgatójává nevezték ki, egyetemi docensi rangban. 1993-ban vette át egyetemi tanári kinevezését. Az intézetet 2000-ig vezette, ekkor lemondott. 2006-ban professor emeritusi címet kapott. Emellett az MTA és a BME közös Kondenzált Anyagok Fizikája Kutatócsoportot vezette. 1999–2002 között Széchenyi professzori ösztöndíjjal kutatott. Magyarországi állásai mellett számos külföldi intézménye vendégprofesszora volt: Virginiai Egyetem, a Rutgers Egyetem, a Kaliforniai Egyetem és az Illinois-i Egyetem, illetve a moszkvai Landau Elméleti Fizikai Kutatóintézet ösztöndíjasa volt.
1969-ben védte meg a fizikai tudományok akadémiai doktori értekezését. Az MTA Statisztikus Fizikai Bizottságának és a Szilárdtestfizikai Bizottságnak lett tagja. 1985-ben a Magyar Tudományos Akadémia levelező, 1990-ben pedig rendes tagjává választották meg. Akadémiai tisztségei mellett az Eötvös Loránd Fizikai Társulatnak 1990–1993 között alelnöke, 2013–2014 között elnöke volt. A Fizikai Szemle szerkesztőbizottságába is bekerült.

## Munkássága
Kutatási területe az elméleti szilárdtestfizika, ezen belül az erősen korrelált rendszerek, a nem-egyensúlyi folyamatok és a mezoszkopikus transzport.
Jelentős eredményeket ért el az alagútdiódák, a fémekben található mágneses szennyeződések és a renormálási csoportok fényszórása területén. Foglalkozott a töltés-sűrűség és a spinhullámok fizikai vonatkozásaival is. A folyékony hélium gerjesztési spektruma, a kétcsatornás Kondo-effektus és a magas hőmérsékletű szupravezetők területén is jelentős alapkutatásokat végez.
Zawadowski a Magyar Tudományos Akadémia működésének kritizálója, valamint reformjának egyik legismertebb publicistája. Több mint száz tudományos publikációja van. Publikációit magyar és angol nyelven adja közre.

## Díjai, elismerései
- Akadémiai Díj (1977)
- Állami Díj (1980) – Az elméleti szilárdtestfizika területén végzett kiemelkedő kutatásaiért. Megosztott díj Menyhárd Nórával és Sólyom Jenővel.
- Alexander von Humboldt-díj (1996)
- Széchenyi-díj (2003)

## Főbb publikációi
- Theory of Metal-Oxide-Metal Diodes (1969)
- Theory of Electon-Electron Interaction and Superconductivity in Dilute Magnetic Alloys above the Kondo Temperatures (Sólyom Jenővel, 1969)
- Magnetic-Impurities in Non-magnetic Metals (társszerző, 1974)
- 2-cutoff Scaling for One-dimensional Electron-gas (társszerző, 1976)
- Kondo-like State in A Simple-model for Metallic Glasses (társszerző, 1980)
- Non-linear Conductivity and Noise DUE to Charge-density-wave Depinning in Nbse3 (társszerző, 1981)
- Theory of the Interaction Between Electrons and the 2-level System in Amorphous Metals I–III. (társszerző, 1983)
- Quantum-theory of Local Perturbation of the Charge-density Wave BY an Impurity – Friedel Oscillations (társszerző, 1985)
- Csúszó töltéssűrűség-hullámok (1986)
- Theory of Interband Electron Raman-scattering in Yba2cu3o7 – A Probe of Unconventional Superconductivity (társszerző, 1989)
- Párgerjesztések superfolyékony héliumban és szupravezetőkben (1990)
- Theory of Raman-Scattering on Normal Metals With Impurities (társszerző, 1990)
- Charge-Transfer Fluctuation, D-Wave Superconductivity and the B1g Raman Phono in Cuprates (társszerző, 1995)
- Multiband Electronic Raman Scattering in Bilayer Superconductors (társszerző, 1996)
- Exotic Kondo Effects in Metals: Magnetic Ions in a Crystalline Electric Field and Tunnelling Centres (társszerző, 1998)
- Dephasing in Metals by Two-Level Systems in the 2-Channel Kondo Regime (társszerző, 1999)
- Nonequilibrium Quasiparticle Distribution Induced by Kondo Defects (társszerző, 2002)